# Roger Glenmore
Roger Glenmore (* 17. Februar 1957 in Heidelberg, bürgerlich Rüdiger Eck) ist ein deutscher Komponist, Musikmanager und Musikproduzent.

## Leben
Glenmore ist seit 1978 Gema-Mitglied. 1979 gründete er das „Tonstudio Heidelberg“. Dort war er für die Gruppen Mustang und Speedy, die zwischen 1980 und 1983 in den einschlägigen Jugendzeitschriften wie Bravo, Pop/Rocky und Popcorn populär und mehrfach in der legendären TV-Show ZDF-Disco vertreten waren, als Produzent und Manager tätig. Bis 2004 war er darüber hinaus als Komponist, Manager, Produzent, Verleger und Weiteres tätig.
1989 gründete er das Label PENG-Records im Vertrieb von ZYX Music. Von 1986 bis 1989 war er nationaler Produktmanager von Intercord (EMI Group / aktuell Universal Music Group ) und zuständig für TV- und Filmsoundtracks (u. a. Tatort und Der Fahnder). Als Produktmanager war er zuständig für deutsche Künstler, wie z. B. Tommy Steiner, Wolfgang Petry und Claudia Jung. Zusammen mit Hans W. Geißendörfer, dem Produzenten der ARD-Serie Lindenstraße, entwickelte er eine Kampagne für die Band Mini Pigs, die Bestandteil der Serie waren und mit dem Song Die Kuh wochenlang in den Charts vertreten waren.
1989 war Glenmore A&R-Manager bei Bellaphon Records. 1992 gründete er die Firma MAC – Media Artist & Connection. Er entwickelte dort unter anderem Konzepte und produzierte TV-Sendungen (z. B. Kaffeeklatsch - ZDF). 1995 gründete er das Label MAC Music (Deutsche Austrophon) und 2003 mit Chris Flanger das Label Luckysong im Vertrieb von Sony Music. Bei der Abschiedstournee von Lou Pearlmans Boygroup Natural war er unter anderem für die Medienbetreuung und das Marketing zuständig. In den 1990er-Jahren war er teils auf Tour zusammen mit Gruppen wie Backstreet Boys, Nsync, BOYZONE, No Mercy oder Peter Andre. Er war für den US-Schauspieler Corey Haim als Produzent und Manager und für La Toya Jackson (Schwester von Michael Jackson) als Tourmanager tätig.
2005 entwickelte er unter seinem bürgerlichen Namen Rüdiger Eck psychologische Coachings für Sportler, Manager und Politiker. Er veröffentlichte als Autor Fachbücher zu den Themen Sport-Mentaltraining, Sport-Hypnose und Energetische Arbeit im Sport und entwickelte das sogenannte SHT-Mentaltraining. Von 2013 bis 2018 bildete er in Wädenswil im Kanton Zürich in der „Swiss Mental Academy“ im BASPO (Bundesamt für Sport in der Schweiz) Magglingen Sport-Mentaltrainer aus.
2016 bündelte er seine musikbezogenen Aktivitäten unter dem Dach der Glenmore Consulting mit Sitz in Wädenswil. 2017 gründete er das Musik-Label GC-Records, seit 2018 mit Sitz in Wiesbaden. Seit 2018 führt sein Unternehmen GC Media Group Künstlermanagement, TV-Castings, TV-Treatments und TV-Produktionen durch. 
Seit 2024 wurde aus der GC Media Group, die GC Media & Music UG (bh).
Seit 2025 werden alle physischen Tonträger der GC Labels GC Records und pulse-attack weltweit über  ZYX Music vertrieben.

## Diskographie (Auswahl)

### Produktionen
- Wild Mustang, Mustang (1980; Jupiter Records / Ariola / BMG / Sony Music Entertainment)
- Lost in a dream with Marilyn,  Speedy (HANSA / Ariola / BMG / Sony Music Entertainment)
- All right now, SPEEDY  (1982; Jupiter Records / Ariola / BMG / Sony Music Entertainment / GC-Records)
- Man on The Radio, Mustang (1980; Jupiter Records / Ariola / BMG  / Sony Music Entertainment )
- Rück ein kleines Stückchen näher zu mir, SKIP (1984; Ariola / BMG  / Sony Music Entertainment )
- Virgin Souls, Mondorhama (1985; Polydor /  Universal Music Group)
- Simple Fool, Mondorhama (1985; RCA)
- Shiny Lady, Jet (1986; Jupiter Records /  Polydor /  Universal Music Group)
- Here Comes The Man, Timecode (1988; Bellaphon)
- Dancing on A Highway, Timecode (1989; Bellaphon)
- Catch Me I’m Falling, Straight Up (1990; Bellaphon)
- Dietmar Kohlen, True System (1990, Peng Records / ZYX Music)
- Was Made For Loving You, Straight Up (1991; Peng Records / ZYX Music)
- We got the magic, Boys don`t cry / Phil Collins (1991; Peng Records / ZYX Music)
- Jump, Fusic (1992; ZYX Music)
- Let the wind change, Chelsea (1992; Peng Records / ZYX Music)
- Remeber the time, JackoTeam (1992; ZYX Music)
- Tranx, Micro on Wave (1995; MAC Music / DA-Music)
- Wolfgang Schultz, Romantische Weihnacht (1995; MAC Music / DA-Music)
- Knabenchor Dubna, Live in Hockenheim (1995; MAC Music / DA-Music)
- Valentin Schiedermair, Live in Hockenheim (1995; MAC Music / DA-Music)
- Corey Haim, You give me everything (1995 EDEL Records)
- It‘s a party, GUTE ZEITEN (1996; HANSA / Ariola / BMG  / Sony Music Entertainment )
- Felix Biernat Dream about (2017; GC-Records)
- Lucas Magalhaes, DSDS Album Acoustic - I want it that way (2018; GC-Records)
- Julius Faehndrich, Schwierige Zeiten (2020; GC-Records)
- Julius Faehndrich, Nacht (2021; GC-Records)
- Julius Faehndrich, Hoffnung (2022; GC-Records)
- FINNIAN Cole, Last Summer (2022; GC-Records)
- Julius Faehndrich, Schon OK (2022; GC-Records)
- Julius Faehndrich, Wir sind wir (2023; GC-Records)
- Joel Spinello, Du bist mein Herz (2023; GC-Records)
- Johannes Niggl, SKIFOAN (2023; GC-Records)
- KVIN, Feel Alright (2024, pulse attack / GC-Records)
- Levi Eraxx, One more Time (2024; pulse attack / GC-Records)
- NORRY, MIA SAN MIA (2024; GC-Records)
- FLORIAN-SAMUEL SPAETH, Heartache Stay Heartaches (2024; GC-Records)
- TIMMY THOMPSON, Healthy Surviver  (2025; pulse-attack / GC-Records)
- MATTIS BRODERSEN, Where do I go (2025; GC-Records)
- MATTIS BRODERSEN, Album: Part One (2025; GC-Records)
- COLIN SCOTT, U and Me  (2025; GC-Records)
- FLORIAN-SAMUEL SPAETH, Album: Wilde Ride (2025; GC-Records, distributed by ZYX Music)
- TIMMY THOMPSON, Touch the Time  (2025; pulse-attack / GC-Records)

### Kompositionen und Arrangements
- Man on The Radio, Mustang (1980; Jupiter Records / Ariola / Sony Music Entertainment )
- Lost in a dream with marilyn, Speedy (1981; HANSA / Ariola  / Sony Music Entertainment )
- All right now, SPEEDY  (1982; Jupiter Records / Ariola / BMG /  / Sony Music Entertainment  / GC-Records)
- Shiny Lady, Jet (1986; Jupiter Records /  Polydor /  Universal Music Group)
- Mama, Klausi Beimer und die Mini Pigs ARD-Lindenstrasse (1988; Intercord / Universal Music Group)
- Everything That I Need, Timecode (1989;  Bellaphon)
- Dancing On A Highway, Timecode (1989; Bellaphon)
- Catch Me I’m Falling, Straight Up (1990; Bellaphon)
- Many Million Faces, Straight Up (1992; Peng Records)
- Remember the time, JackoTeam (1992; ZYX Music)
- Black or white, JackoTeam (1992; ZYX Music)
- Immer wieder Freitag, GUTE ZEITEN (1996; LOGIC / Ariola  / Sony Music Entertainment )
- What Do You Dream About, Felix Biernat (2017; GC-Records)
- For You,  Lucas Magalhaes DSDS (2018; GC-Records)
- Acoustic - I do it that way (Album) Lucas Magalhaes DSDS (2018; GC-Records)
- Family  Julius Faehndrich (2021; GC Records)
- Abenteuer  Julius Faehndrich (2021; GC Records)
- Album "Mein Weg" Julius Faehndrich (2021;  GC Records)
- Julius Faehndrich, Norden (2021; GC-Records)
- FINNIAN Cole, Wildfire  (2022; GC-Records)
- Julius Faehndrich, Schon OK (2022; GC-Records)
- Julius Faehndrich, Wir sind wir (2023; GC-Records)
- Joel Spinello, Du bist mein Herz (2023; GC-Records)
- Johannes Niggl, Skifoan (2023; GC-Records)
- NORRY, MIA SAN MIA (2024; GC-Records)
- TIMMY THOMPSON, Healthy Surviver  (2025; pulse-attack / GC-Records)
- TIMMY THOMPSON, Touch the Time  (2025; pulse-attack / GC-Records)

## Belege
1. ↑  Sport-Mentaltraining – IPCHE. Memento aus dem Internet Archive vom 24. Mai 2015
2. ↑  Shop. Abgerufen am 7. Juli 2025 (deutsch).

| Personendaten    | Personendaten                          |
| ---------------- | -------------------------------------- |
| NAME             | Glenmore, Roger                        |
| ALTERNATIVNAMEN  | Eck, Rüdiger (wirklicher Name)         |
| KURZBESCHREIBUNG | deutscher Komponist und Musikproduzent |
| GEBURTSDATUM     | 17. Februar 1957                       |
| GEBURTSORT       | Heidelberg                             |